# Puoi fidarti di me
Puoi fidarti di me è il quarto album degli Stadio, pubblicato su LP (catalogo ZL 74076), cassetta (ZK 74076) e CD (ZD 74076) dalla Ritzland Records e distribuito dalla BMG Ariola nel 1989.

## Il disco
Nel 1992 il CD è stato ripubblicato dalla EMI Italiana (catalogo 0777 7 80098 2 5). Dal 9 febbraio 1998, la Sony Music Italia ha reso disponibile per il download digitale la versione rimasterizzata.
Nessun singolo è stato estratto da questo album.
È l'ultimo album che vede la presenza di Marco Nanni al basso.

## I brani
- Vai vai
Una cover in inglese, intitolata On the Edge of the Night, è contenuta nell'album A Different Air (1995) di Mike Francis, con adattamento e testo di Andy Reynolds e Phil Chapmandi.
- Buonanotte
L'introduzione strumentale del brano, chiamata Mc Kraig's Theme, è stata usata nel 1988 nella colonna sonora della miniserie televisiva trasmessa da Canale 5 intitolata Mamma Lucia. Per questo motivo, il brano, intitolato Buonanotte... Mc Kraig's, è stato inserito nell'antologia Il canto delle pellicole (1996)[3].
- Puoi fidarti di me
Una versione in spagnolo, intitolata Jambo, è stata inserita nell'album A la sombra de un león (1988) dalla cantante spagnola Ana Belén, con adattamento e testo del marito Víctor Manuel San José Sánchez.
- Se dico donna
Una versione in spagnolo, intitolata Una vieja canción, è contenuta nell'album Entre Lunas (1988) del cantante messicano Jesús Emmanuel Arturo Acha Martínez, che ne ha curato anche il testo.

## Tracce
Gli autori del testo precedono i compositori della musica da cui sono separati con un trattino.
Lato A
1. Stupidi – 3:43 (testo: Vasco Rossi, Saverio Grandi – musica: Gaetano Curreri)
2. Che sarà di noi – 3:45 (testo: Saverio Grandi – musica: Beppe D'Onghia, Gaetano Curreri)
3. Vai vai – 4:51 (testo: Saverio Grandi – musica: Gaetano Curreri)
4. Per lei – 3:26 (testo: Biagio Antonacci – musica: Ron)
5. Buonanotte – 4:39 (testo: Saverio Grandi – musica: Saverio Grandi, Gaetano Curreri)

Lato B
1. Puoi fidarti di me – 4:23 (testo: Luca Carboni – musica: Gaetano Curreri)
2. Se dico donna – 5:06 (testo: Saverio Grandi – musica: Saverio Grandi, Gaetano Curreri)
3. Le ragazze che mi fanno compagnia – 4:34 (testo: Massimiliano Governi – musica: Roberto Costa)
4. Nel profondo del cuore – 5:16 (testo: Saverio Grandi – musica: Gaetano Curreri)

## Formazione
Gruppo
- Gaetano Curreri – voce, tastiera
- Beppe D'Onghia – pianoforte, tastiera, scrittura e direzione archi, cori
- Marco Nanni – basso, cori
- Giovanni Pezzoli – batteria, cori

Altri musicisti
- Roberto Costa – Basso, Tastiere, percussioni e cori.
- Bruno Mariani – chitarra acustica ed elettrica
- Luca Bignardi – programmazione
- Marco Tamburini – tromba
- Sandro Comini – trombone
- Rudy Trevisi – sax, scrittura e direzione